# Svarttjärnen (Nyhems socken, Jämtland, 698915-148987)
Svarttjärnen är en sjö i Bräcke kommun i Jämtland och ingår i Ljungans huvudavrinningsområde.